# Sungaya

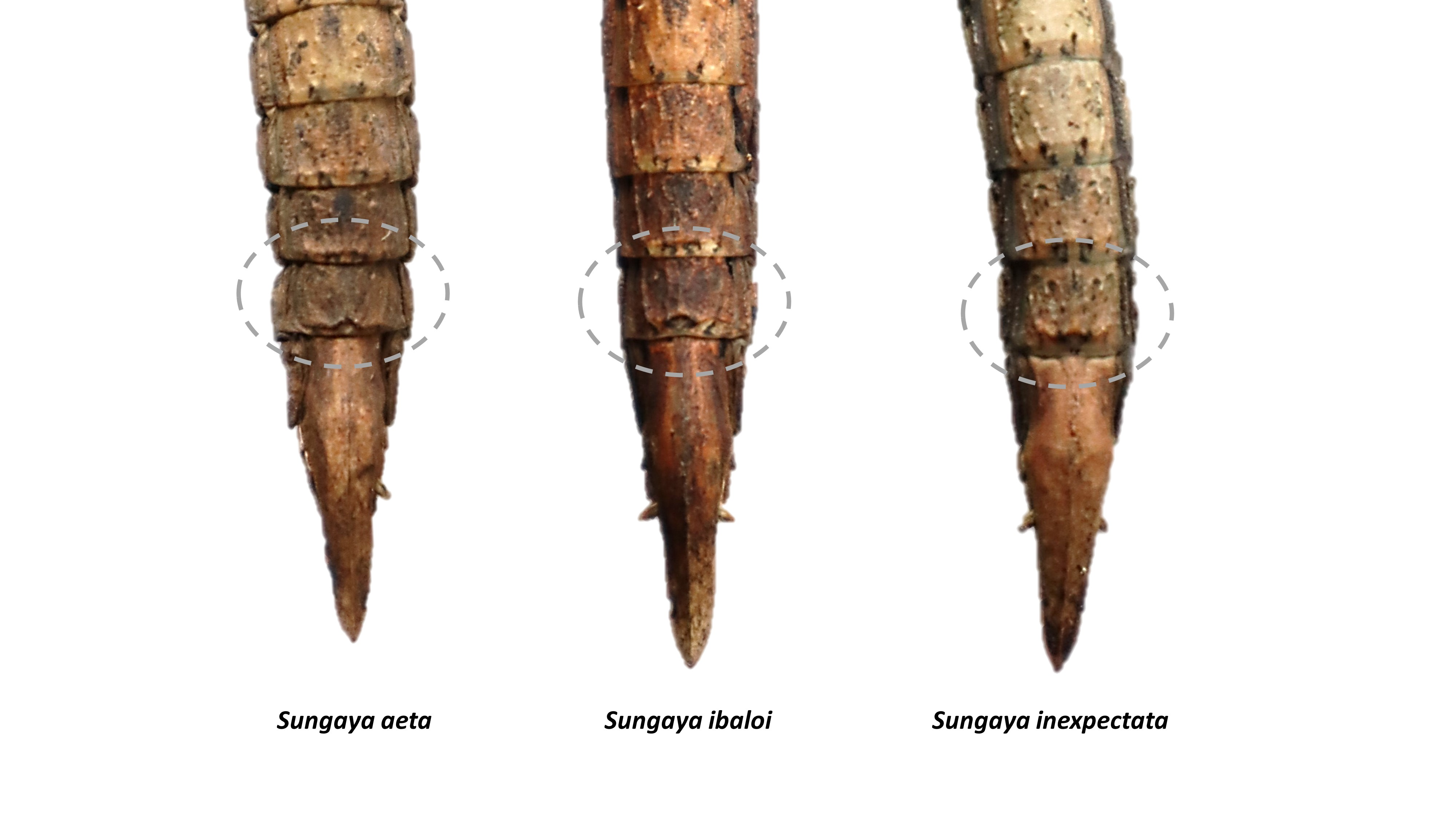
Abdomen von Weibchen von drei Sungaya Arten mit markiertem siebtem Sternit und dem dort befindlichen, arttypischen Präopercularorgan

Sungaya ist eine auf der philippinischen Insel Luzón beheimatete Gattung aus der Ordnung der Gespenstschrecken (Phasmatodea).

## Vorkommen
Auf Luzon wurden die ersten und wohl bisher einzigen Weibchen von Sungaya inexpectata im Baranggay Sungay in der Provinz Batangas gefunden. Die ersten Männchen der Gattung wurden nahe des Mount Cayapo im Mariveles Gebirge in der zur Provinz Bataan gehörigen Stadtgemeinde Limay gefunden. Zu welcher Art diese gehören, konnte bisher nicht untersucht werden. Ebenfalls aus der Provinz Bataan, genauer aus Ilanin Forest stammt Sungaya aeta.  Am Mount Bilbil nahe Sablan in der Provinz Benguet wurde Sungaya ibaloi gesammelt. Das bisher einzige wissenschaftlich untersuchte Exemplar von Sungaya dumagat ist ein Weibchen, welches in der Provinz Nueva Vizcaya gesammelt worden ist. Ob Tiere die in der Nähe der Imuguan Falls in der Provinz Nueva Vizcaya gefunden worden sind, zu dieser oder einer anderen Art gehören, wurde noch nicht untersucht. Von Adryn Nebrida veröffentlichte Bilder zeigen eine weitere, noch unbeschriebene Art aus Baguio in der Provinz Benguet.

## Merkmale
Die Weibchen der bekannten Arten erreichen Längen zwischen 71 und 85 Millimetern und ein Gewicht von etwa fünf Gramm. Am Ende ihres Abdomens befindet sich der für alle Arten der Obriminae typische schnabelförmige sekundäre Legestachel, der den eigentlichen Ovipositor umgibt. Die Form des auf dem siebten Sternit des Abdomens befindlichen Präopercularorgan ist arttypisch. Die schlankeren Männchen bleiben mit 50 bis 61 Millimetern Länge deutlich kleiner. Im Habitus ähneln Sungaya-Arten stark denen der Schwestergattung Trachyaretaon. Oliver Zompro lässt die von ihm beschriebene Gattung in einem 2004 veröffentlichten Bestimmungsschlüssel der Obriminae in seiner Arbeit über die ehemalige Teilordnung Areolatae aus. Lediglich im Bestimmungsschlüssel der Eier werden diese von denen der anderen Gattungen differenziert. In späteren Arbeiten werden die beiden Gattungen anhand der Dimensionen des Thorax voneinander unterschieden. Bei den stämmigeren Trachyaretaon ist bei beiden Geschlechtern das Mesonotum im hinteren Teil mehr als doppelt so breit wie dessen Vorderrand. Bei den insgesamt schlankeren Sungaya ist das Mesonotum nach hinten nur mäßig verbreitert und hat an der breitesten Stelle nicht mehr als die zweifache Breite des Vorderrandes. Bei Trachyaretaon Männchen ist der Mesothorax maximal 2,5× länger als der Prothorax. Bei denen von Sungaya ist der Mesothorax mehr als 2,5× länger als der Prothorax.
Bei Sungaya inexpectata, Sungaya ibaloi und Sungaya dumagat sind lediglich Tiere mit hellbeigen bis dunkelbraunen Mustern bekannt sind. Sungaya aeta bzw. die seit 2008 als Sungaya sp. „Lowland“ eingeführten, sexuellen Stämme sind wesentlich kontrastreicher und deutlich variabler gefärbt. Meist dominieren dunkelbraune bis schwarze Töne, die von hellbraunen Bereichen und schwarzen oder weißen Binden an den Beinen oder am Körper ergänzt werden. Besonders auffällig sind Weibchen mit einem entweder sehr schmalem weißen oder einem eher breiteren beigen Längsstrich über den gesamten Körper. Selten treten Weibchen auf, bei denen grüne Töne die Grundfärbung dominieren. Daneben sind Nymphen mit kastanien- bis rotbrauner Grundfärbung zu finden. Diese Färbung verliert spätestens bei der Häutung zur Imago an Intensität. Männchen können ähnlich gemustert und gefärbt sein. Kontrast und Intensität der Färbung sind geringer.

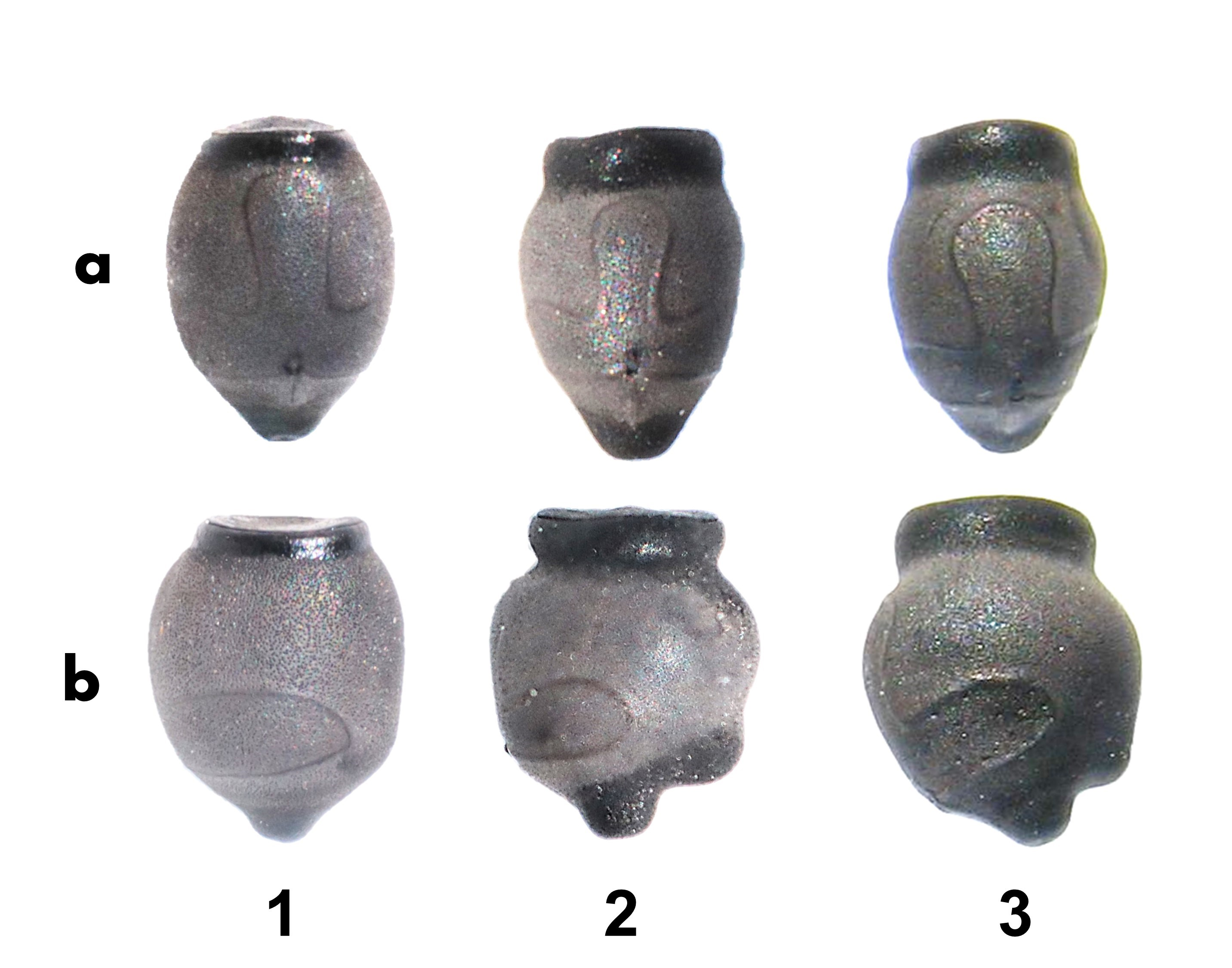
Eier von (1) Sungaya aeta, (2) Sungaya ibaloi und (3) Sungaya inexpectata von (a) dorsal und (b) lateral

Die von Sungaya aeta, Sungaya ibaloi und Sungaya inexpectata beschriebenen Eier lassen sich gut voneinander unterscheiden. Verglichen mit den Eiern anderer Obrimini-Gattungen ist der schwarz gefärbte und schwarzgerandete Deckel (Operculum), die graue, bauchige Eikapsel, die sich zum hinteren Pol zu einem stumpfen Ende verjüngt und die dreiarmigen Mikropylarplatte typisch für die Gattung (Siehe auch Bau des Phasmideneies).
Der als Sungaya sp. „Lowland“ bezeichnete Stamm (vermutlich Sungaya aeta) wurde mit der damals als Trachyaretaon sp. „Negros“ bezeichneten Trachyaretaon negrosanon gekreuzt. Die zwei unbeabsichtigt entstanden Weibchen wuchsen zu adulten Tieren heran, erwiesen sich aber als steril und produzierten keinerlei Eier.

## Systematik

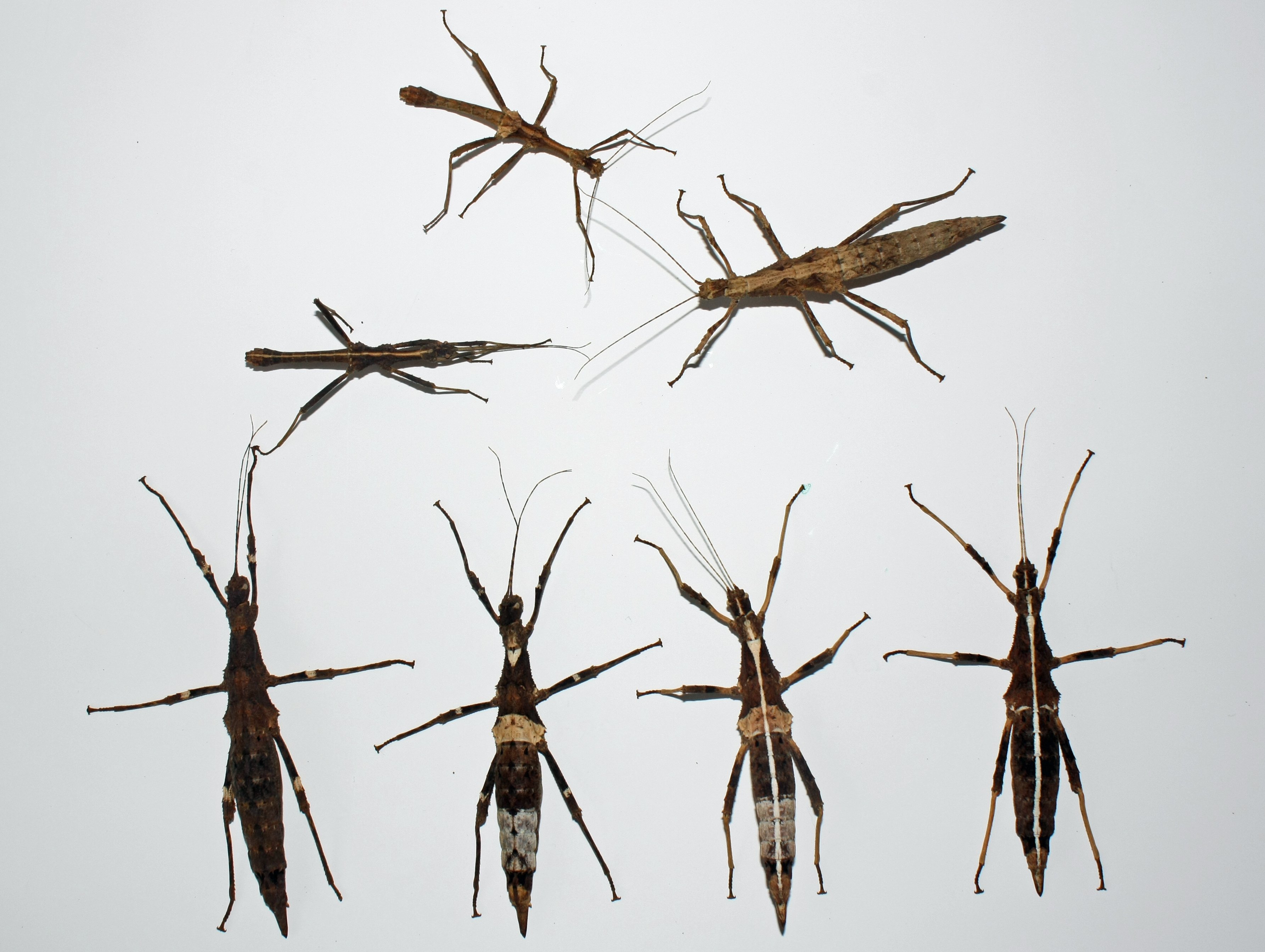
Verschiedene Vertreter von Sungaya-Arten: oben rechts Weibchen von Sungaya inexpectata „Highland“, alle anderen Sungaya aeta bzw. deren Hybriden mit S. inexpectata

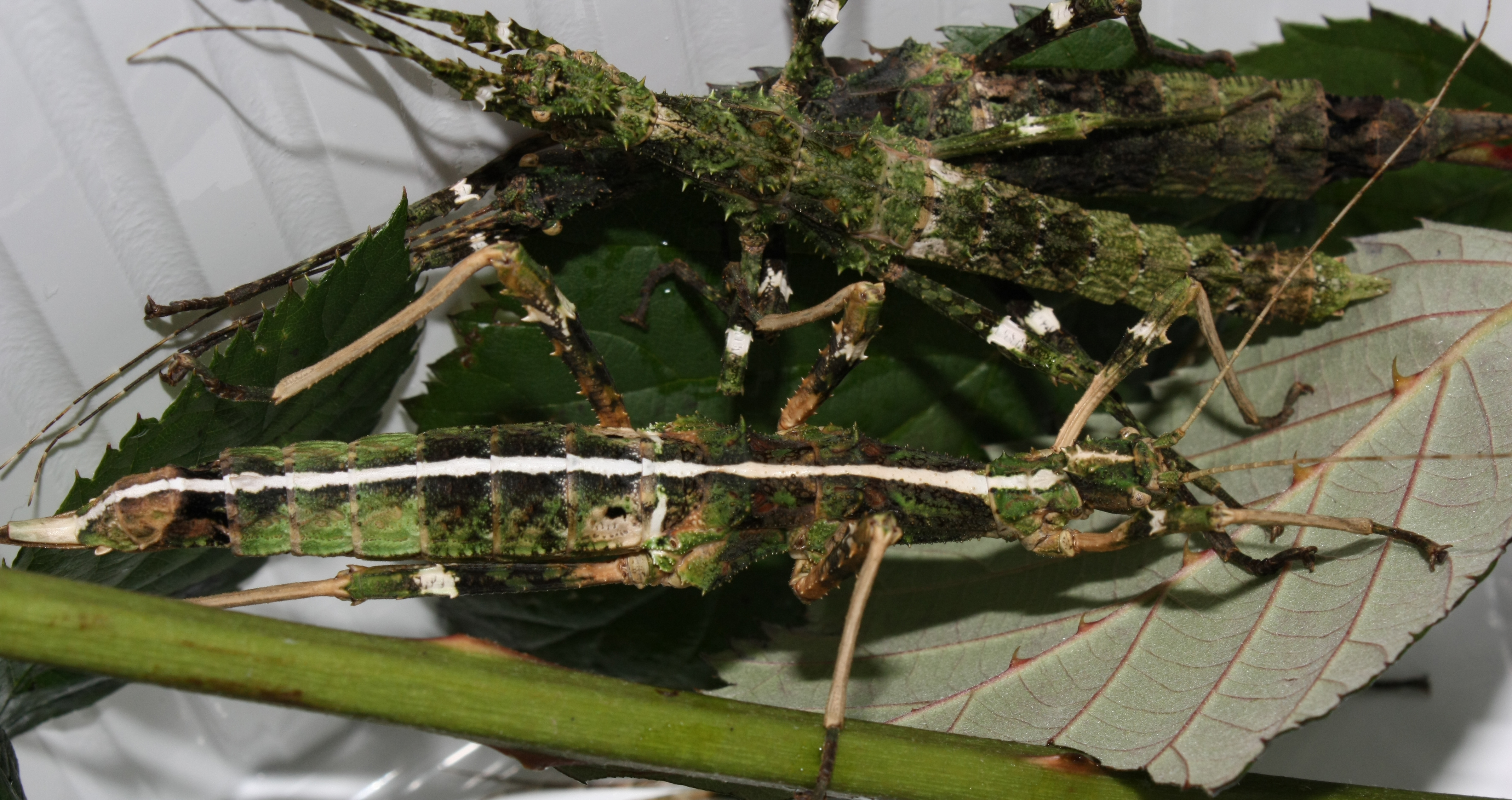
Grüne Weibchen des Mischstammes Sungaya sp. „Lowland“

Zompro beschrieb die Gattung und deren Typusart Sungaya inexpectata 1996 anhand von zwei 1995 gefundenen Tiere. Ein am 7. Oktober 1995 gesammeltes adultes Weibchen wurde als Holotypus der Art, eine am 8. September 1995 gesammelte weibliche Nymphe sowie zwei Nachzuchttiere des Holotypus als Paratypen deklariert. Alle vier sind in Zompros Sammlung hinterlegt. Im Jahr 2008 kündigt er an, dass der Holotypus dem Museum of Natural History der Universität der Philippinen in Los Baños übergeben werden soll, wo auch die beiden ersten, Anfang des Jahres 2008 von Orlando L. Eusebio, S. A. Yap und A. R. Larona gesammelten Männchen hinterlegt sind. Welcher Art diese Männchen angehören ist nicht untersucht. Der Gattungsname „Sungaya“ bezieht sich auf den Fundort des Holotypus den Baranggay Sungay in der zur Provinz Batangas gehörigen Stadtgemeinde Talisay. Nachdem lange umstritten war, ob die zwischenzeitlich gesammelten Tiere alle zur Typusart der Gattung gehören, zeigten Sarah Bank et al. in ihren auf Genanalysen basierenden Untersuchungen zur Klärung der Phylogenie der Heteropterygidae, dass neben dieser, noch mindestens zwei bzw. drei weitere, bisher nicht beschriebene Arten existieren. Frank H. Hennemann beschrieb zwei dieser Arten, sowie eine von Bank et al. nicht untersuchte im Jahr 2023. Die von Bank et al. als  Schwestertaxon von Sungaya inexpectata identifizierte Art aus Benguet wurde als Sungaya ibaloi beschrieben. Außerdem beschrieb Hennemann die als Sungaya sp. (Ilanin Forest) bezeichnete Art als Sungaya aeta. Deren Schwestertaxon wäre eine Art die von Bank et al. als Sungaya sp. (Limay „Lowland“) bezeichnet wurde. Ob es sich dabei um Tiere handelt, die auf die 2008 von Eusebio et al. gesammelten Tiere zurückgehen oder überhaupt um eine fundortreine Probe oder eventuell sogar um eine die einer hybridisierten Zucht entstammt, bleibt offen. Da Hennemann diese Tiere nicht vorlagen und keine Wildfangtiere verfügbar waren, verzichtete er auf deren Bearbeitung. Holotypen und wo vorhanden auch Paratypen der drei neu beschriebenen Arten sind im Museum für Naturwissenschaften in Brüssel hinterlegt.
Die bisher beschriebenen Arten sind:
- Sungaya aeta Hennemann, 2023
- Sungaya dumagat Hennemann, 2023
- Sungaya ibaloi Hennemann, 2023
- Sungaya inexpectata Zompro, 1996

Die von Nebrida fotografierte, unbeschriebene Art aus Baguio in der Provinz Benguet zeigen, dass diese deutlich stämmiger als alle anderen bekannten Arten ist und ziemlich stark entwickelte Strukturen auf dem Kopf, dem Thorax und dem Abdomen hat.

## Terraristik
Von 1996 bis 2009 gingen alle in Zucht befindlichen Tiere der Gattung auf das von Zompro gefundene adulte Weibchen von Sungaya inexpectata zurück. Aus den von diesem abgelegten vier Eiern konnten zwei der drei geschlüpften Weibchen aufgezogen werden. Sie bildeten die Basis für einen als Sungaya inexpectata „Highland“ bezeichnet Zuchtstamm. Die Phasmid Study Group führt die Art bzw. diesen Stamm unter der PSG-Nummer 195. Sungaya inexpectata „Highland“ wird mittlerweile nur noch sehr selten gehalten.
Der seit 2008 bekannte sexuelle Stamm aus Bataan wurde mehrfach importiert und meist als Sungaya inexpectata „Lowland“, seltener als Limay „Lowland“ bezeichnet. Die eingeführten Stämme sind sowohl miteinander als auch mit Sungaya inexpectata „Highland“ gekreuzt worden, bevor auf herkunftsreine Stämme geachtet wurde. Diese Mischstämme machen den größten Teil der mittlerweile gehaltenen Tiere aus und zählen zu den am häufsten gehaltenen Gespenstschrecken. Um einen herkunftsreinen Zuchtstamm aus der Region zu haben, wurde 2017 ein neuer Stamm aus Morong (Bataan) in Zucht gebracht, welcher zunächst als Sungaya inexpectata 'Ilanin Forest‘ oder Sungaya sp. 'Ilanin Forest‘ bezeichnet wurde. Hennemann beschrieb diesen schon 2021 als eigene Art erkannten Stamm als Sungaya aeta, so dass er vollständig als Sungaya aeta 'Ilanin Forest‘ bezeichnet werden muss. Ob daneben noch Tiere von anderen Fundorten, etwas aus Limay oder den Ilanin Falls in der Provinz Nueva Vizcaya, als reine Stämme oder mit anderen Arten hybridisiert gehalten werden, ist nicht untersucht worden.
Der auf den Philippinen lebende Franzose Thierry Heitzmann fand 2013 Tiere die als Sungaya inexpectata 'Benguet‘ oder Sungaya sp. 'Benguet‘ eingeführt wurden. Sie wurden erstmals von Bruno Kneubühler nachgezogen und verteilt. Der Stamm wird herkunftsrein gehalten und gezüchtet und wurde nachdem auch sein Artstatus 2021 bestätigt worden ist, von Hennemann 2023 als Sungaya ibaloi beschrieben.
Die Gattung gehört zu den am häufigsten gehaltenen Gespenstschrecken, wobei meist Sungaya aeta gehalten werden, allerdings selten als art- oder fundortreine Zuchtstämme. Alle Arten lassen sich leicht halten und vermehren. Als Nahrungspflanzen werden annähernd alle für Gespenstschrecken gängige Futterpflanzen angenommen.